# Partit Comunista Català
El Partit Comunista Català (Partido Comunista Catalán en castellano) fue fundado en noviembre de 1928 en Lérida, con gente procedente del Ateneo Enciclopédico Popular y de nacionalistas de formación marxista.
Contó entre sus miembros a nombres como Jaume Miravitlles, Jordi Arquer, Daniel Domingo Montserrat, Amadeu Bernadó o Domènec Ramon. Su publicación periódica se denominaba Treball.
Llegaría a unos 300 afiliados, muy implantados en Sants, en Gràcia y en el Clot de Barcelona, en Lérida consiguió la adhesión de antiguos miembros de Estat Català como Jaume Miravitlles, Martí Vilanova o Domènec Ramon.
En 1931 se fusionó con la Federación Comunista Catalano-Balear (FCCB), junto con la cual crearon el Bloque Obrero y Campesino (BOC).